# Біловіж
Білові́ж — село в Україні, у Рокитнівській селищній громаді Сарненського району Рівненської області. Населення становить 1021 осіб.

## Географія
На південно-східній околиці села бере початок річка Тризна, права притока Ствиги.

## Історія
Село Біловіж колишньої Юріївської волості Овруцького повіту, розташоване на західному кордоні Деревлянської землі, межуючи з північно-східним рубежем Волинського князівства біля так званого «Чортового лісу», який відділяв землі волинських князів від київських. До 2020 село Біловіж — центр сільської ради. Розташоване за 26 км від центру громади і залізничної станції Рокитне–Волинське в оточенні мальовничої природи над річкою Тризною, іменованою ще за червоний колір води Красною. Село Біловіж — одне з старовинних поселень Деревлянської землі. Вперше згадується в польському записі від 1581 року у власності Олександра Вишневецького під назвою Б'єлов'єж. Зафіксовані інші назви, але видно помилкові — Беловіз (1624), Б'яловіз — (1765). Назва села походить від слова вежа, біла вежа. Вежі, за княжих часів будувалися з важких дерев'яних балок, з практичних міркувань їх білили, ставили на відкритій підвищеній місцевості біля головних доріг. Вони відігравали важливу роль в оборонній системі.
Теперішня назва села пройшла віковічну трансформацію від Білої Вежі до Біловіжа.
В околицях села, ймовірно, відбулась страта деревлянами давньоруського князя Ігоря Рюриковича. Річка Тризна отримала назву від місця проведення тризни княгинею Ольгою в урочищі Тризна на лівому березі річки Тризна. На старих картах також є річка Ігорева, яка в Біловіжі впадає в Тризну.
У 1918-1921 роках у селі кілька разів змінювалась влада.
20 листопада 1921 року під час закінчення Листопадового рейду до Біловіжа, що був тоді під владою Польщі, повертаючись із походу, прийшли залишки Волинської групи (командувач — Юрій Тютюнник) Армії Української Народної Республіки.
У вересні 1939 року Червона Армія повернула село під контроль СРСР. Була організована сільська рада. Під час Другої світової війни німці довгий час не з'являлися в Біловіжі. У листопаді 1942 року німці вступили в село.
Після звільнення від німецьких військ у селі було організовано колгосп, а повністю колективізацію завершено в 1948 році. Багато жителів, які проживали на хуторах, переселялися в село, побудували просторі, світлі будинки. На території села проживає переважна кількість українців і лише один відсоток поділяють між собою росіяни, білоруси та поляки. До 2020 року до Біловізької сільської ради відносилися населенні пункти Купель, Мушні.
Загальна кількість населення, що проживає на території сільської ради — 1 755 осіб (станом на 2001 рік).
Відповідно до  Розпорядження Кабінету Міністрів України від 12 червня 2020 року  № 722-р «Про визначення адміністративних центрів та затвердження територій територіальних громад Рівненської області» увійшло до складу Рокитнівської селищної громади.

## Населення
За переписом населення 2001 року в селі мешкало 1 020 осіб.

## Органи влади
Місцеві органи влади представлені Рокитнівською селищною радою [Архівовано 25 квітня 2022 у Wayback Machine.], яка входить до складу Рівненської області України.
Рокитнівський селищний голова — Таргонський Григорій Миколайович.
Староста Біловізького старостинського округу Рокитнівської селищної ради з центром у селі Біловіж, що складається з сіл Біловіж, Купель та Мушні, - Таргонський Іван Іванович, затверджений на посаді старости рішенням Рокитнівської селищної ради 17.11.2020 року.

### Мова
Розподіл населення за рідною мовою за даними перепису 2001 року:
| Мова       | Відсоток |
| ---------- | -------- |
| українська | 99,71 %  |
| російська  | 0,29 %   |

## Релігія
Там, де наші князі будували фортеці, вежі, щоб охоронити своє життя і життя підлеглих від ворожих нападів та щоб захистити людські душі від скверни, будували вони і храми Божі, у яких вже тисячоліттям горить негаснуча свічка віри святого українського православ'я, віри наших прадідів.
Про першу святиню в Біловіжі часів тої княжої доби не маємо жодних історичних джерел, але, що вона була тут, є пряме свідчення тому. В сучасному храмі Воскресіння Господнього, побудованому, за свідченням жительки села Біловіж Трохимчук Секлети Оксентіївни, в 1902 році за кошти місцевого жителя Павлушенка Гаврила Степановича, зберігається від попередніх церков Чудотворний образ Божої Матері Біловізької. За переказами, цей святий образ часів княгині Ольги-християнки належав одному з її дружинників з Білої Вежі, зрозуміло, що вже християнина. Образ справді дуже давній візантійського походження, невеликий за розміром як надвівтарна храмова ікона, у срібно-визолоченій шаті мистецького карбування, багатому орнаментованому виноградним галуззям ківоті. Божа Мати тримає на лівій руці Ісуса, в обох у них на головах корони.
За історичними джерелами, кожного року 15 липня в день Положення Чесної Ризи Божої Матері до чудотворного її образу приходили тисячі прочан з найвіддаленіших околиць, щоб скріпитись вірою, набратися духовних і фізичних сил. Чудотворний образ відомий своїми зціленнями хворих, немічних, калік. До першої світової війни в храмі Воскресіння Господнього зберігалася книга записів зцілень хворих біля святого чудотворного образу.
Про один із таких хресних ходів до чудотворного образу Матері Божої розповідає газета «Українська нива» від 4 серпня 1935 р. Так, 15 липня настоятель храму с. Сновидовичі, священик Данило Штуль разом із віруючими с. Дерті, рокитнівських хуторів провів хресний хід до храму с. Біловіж. Прочани вирушили о 6 год. ранку, а прибули о 9. Службу Божу правив настоятель храму Сновидович Данило Штуль. Під час проповіді він закликав всіх триматися православя, шанувати Матір Божу, котру шанували прадіди в старші часи. Настоятель парафії с. Біловіж 80-річний отець Павло Занькевич зі слізьми на очах дякував о. Штулю і всім прибулим до спільної молитви.
Сама церква Воскресіння Господнього в Біловіжі є архітектурним мистецьким твором місцевих будівничих, які вклали в її побудову не лише свої знання і навички, а й саму душу. Вона належить до, так званих, тризрубних храмів, найбільше розповсюдженим типом старої дерев'яної церкви на історичній Волині і Поліссі. Всі три її зруби установлено на одній осі, у плані мають вигляд квадратів, видовжених прямокутників, середній зруб її є більший від західного — бабинця, східного — вівтаря.
З документів інвентаризаційної справи храму в с. Біловіж за 1959 рік, що зберігається в Держархіві Рівненської області, дізнаємося про церковне майно, якого хоч і не є багато, одначе серед предметів церковного мистецтва є окремі високомистецькі твори переважно місцевих майстрів.

## Пам'ятки археології
На території населеного пункту знаходиться пам'ятка археології Курганний могильник. Пам'ятка розташована на північно–західній окраїні села, за 300 метрів на північний захід від школи, на вільній від забудови ділянці на лівому березі р. Тризни, в урочищі «Кургани». Першу інформацію про курганний могильник зібрала А. М. Українець. Кургани розташовані вздовж берега щільно один до одного, групою, витягнутою із півночі на південь на площі 80 на 30 м. Всього збереглося 24 напівеферичні насипи, найменші мають діаметр 4—5 м і висоту 0,3 — 0,4 м, найбільші у діаметрі досягають 9—10 м при висоті 1,2—1,4 м. Навколо частини написів помітні сліди ровиків. На ділянці, де знаходиться курганний могильник ростуть дуби.
Курганний могильник — один з не багатьох вцілілих ранньосередньовічних слов'янських курганних могильників Рівненського Полісся.

## Освіта та культура
На території села функціонує Біловізький ліцей Рокитнівської селищної ради http://bilovizh-zosh.rv.sch.in.ua/ [Архівовано 8 квітня 2022 у Wayback Machine.], де діють: бібліотека, комп'ютерний клас, майстерня, де діти вчаться різьбі по дереву. В школі працює 29 педагогів, всі мають вищу освіту. Директор ліцею - Кайданович Тетяна Яківна, на посаді директора працює з 2010 року. Викладає основи здоров'я, образотворче мистецтво та природознавство. Має вищу категорію та звання "Старший вчитель".
Дитячий садочок «Струмочок». Силами вихователів садка оформлено «Куточок народознавства».
Будинок культури, де діють гуртки: фольклорний жіночий колектив, дівочий вокальний; дитячий вокальний, художнього читання.
Публічно-шкільна бібліотека. Про створення Біловіжської сільської бібліотеки розповідають найстаріші жителі села: «Бібліотека організована в 1947 році. Це була хата — читальня». Першим бібліотекарем працював Приймак Харитон Олександрович — місцевий житель.
Фонд бібліотеки становив близько 300 примірників книг. З часом фонд поповнювався. Бібліотека переносилась з приміщення в приміщення. Мінялись і працівники. Десь у 50-х роках бібліотеку перенесли у приміщення відділення зв'язку. У 1963 році було побудовано новий Будинок культури, де розміщувалась і бібліотека. В 1992 році бібліотека була перенесена у пристосоване приміщення.
У 70-х роках бібліотекою завідувала Приймак Ніна Миколаївна. У 1982 році бібліотеку очолила Ярвісалова Ніна. В 1990 році на посаду призначили Герасимчук Галину Семенівну. До 2002 року в селі діяло дві бібліотеки - сільська та шкільна, які виконували одну і ту ж фукнкцію. Завдяки реорганізації, яка відбулась в січні 2003 року, у селі діяла одна публічно-шкільна бібліотека. В 2016 році бібліотеки знову роз'єднали. З 2017 року бібліотекарем в обох бібліотеках працює Герасимчук Ганна Миколаївна. 
Бібліотека у всі часи — це інформаційний, культурно-просвітницький, дозвіллєвий центр на селі, осередок збереження національної культури, народних традицій, звичаїв, центр спілкування сільчан.
Бібліотека в тісному контакті співпрацює з Біловіжською сільською радою. В бібліотеці розміщено інформаційний стенд «Влада інформує». Тут крім опублікованих матеріалів про діяльність органів місцевої влади можна ознайомитись і з неопублікованими: рішеннями сесій сільської Ради, списками депутатів всіх рівнів та ін., а також для широкого загалу подається інформація про діяльність бібліотеки: бібліотечні плакати, оголошення про конкурси, масові заходи, вікторини тощо.
Бібліотека працює на допомогу процесу національного відродження і духовного становлення читачів, проводить популяризацію краєзнавчої літератури. Для цього створено в бібліотеці краєзнавчий куточок, де представлені краєзнавча література, матеріали по історії села, а також виставка старовинних речей.
Розкривають фонд цікаво оформлені книжкові виставки. Оформлення бібліотеки вражає своєю неординарністю. Яскраво оформлені тематичні полиці і нетрадиційні книжкові виставки доповнені дитячими малюнками, різними композиціями. Там також представлені аматорські вироби читачів.
Бібліотекар бере участь в обласних та районних конкурсах «Найкращий читач року», «Найкраща книга Рівненщини», «Бібліофест» та інших.
Нині бібліотека є однією з важливих культурно — освітніх, виховних ланок, яка виконує велику роль у формуванні національної свідомості, любові до свого народу, своєї землі.
Пам’ятник Тарасу Шевченку. 20 квітня 2017 року в селі Біловіж (на території школи) був урочисто відкритий пам’ятник Тарасу Шевченку — як подарунок своїй малій батьківщині від Анатолія Герасимчука та Михайла Павлушенка.

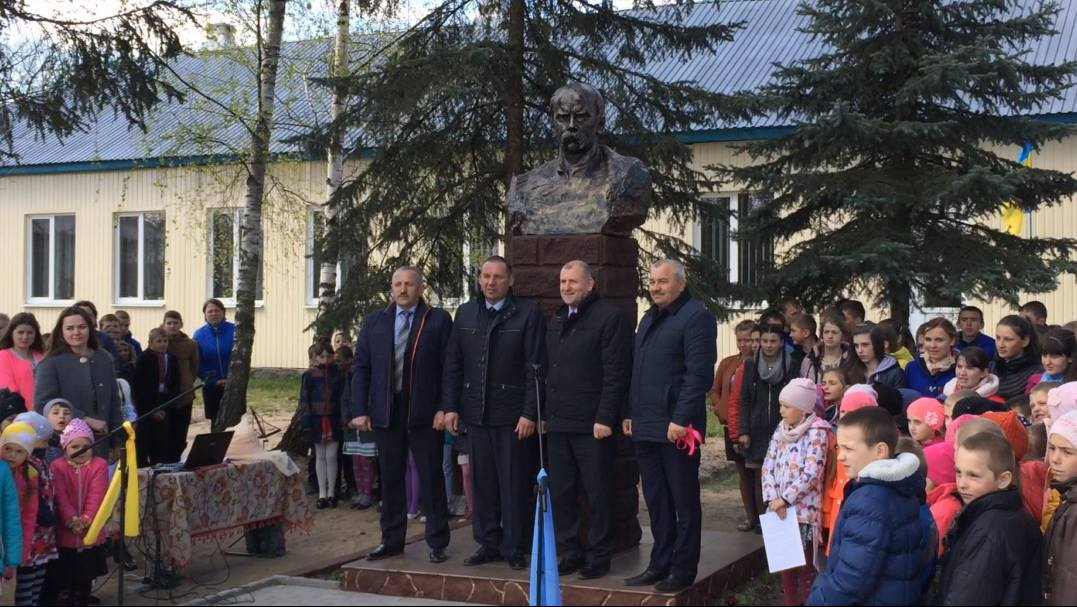
Пам'ятник Шевченку в селі Біловіж.

## Медицина
До послуг жителів села фельдшерсько–акушерський пункт.

## Сфера послуг
Відділення зв'язку, магазин «Продукти», комплексний приймальний пункт, ринок промислових та продовольчих товарів, 4 кафе-бари.

## Промисловість
Серед промислових підприємств на території села працюють Біловізьке лісництво Остківського ДЛГ, приватне підприємство «ВІОЛЕТА», яка займається переробкою деревини.

## Відомі люди
- Трофимчук Микола Антонович (19 січня 1942 року, Біловіж — 10 квітня 2002 року, Москва, Росія) — російський релігієзнавець, експерт з державно–церковних відносин.